# 寿司

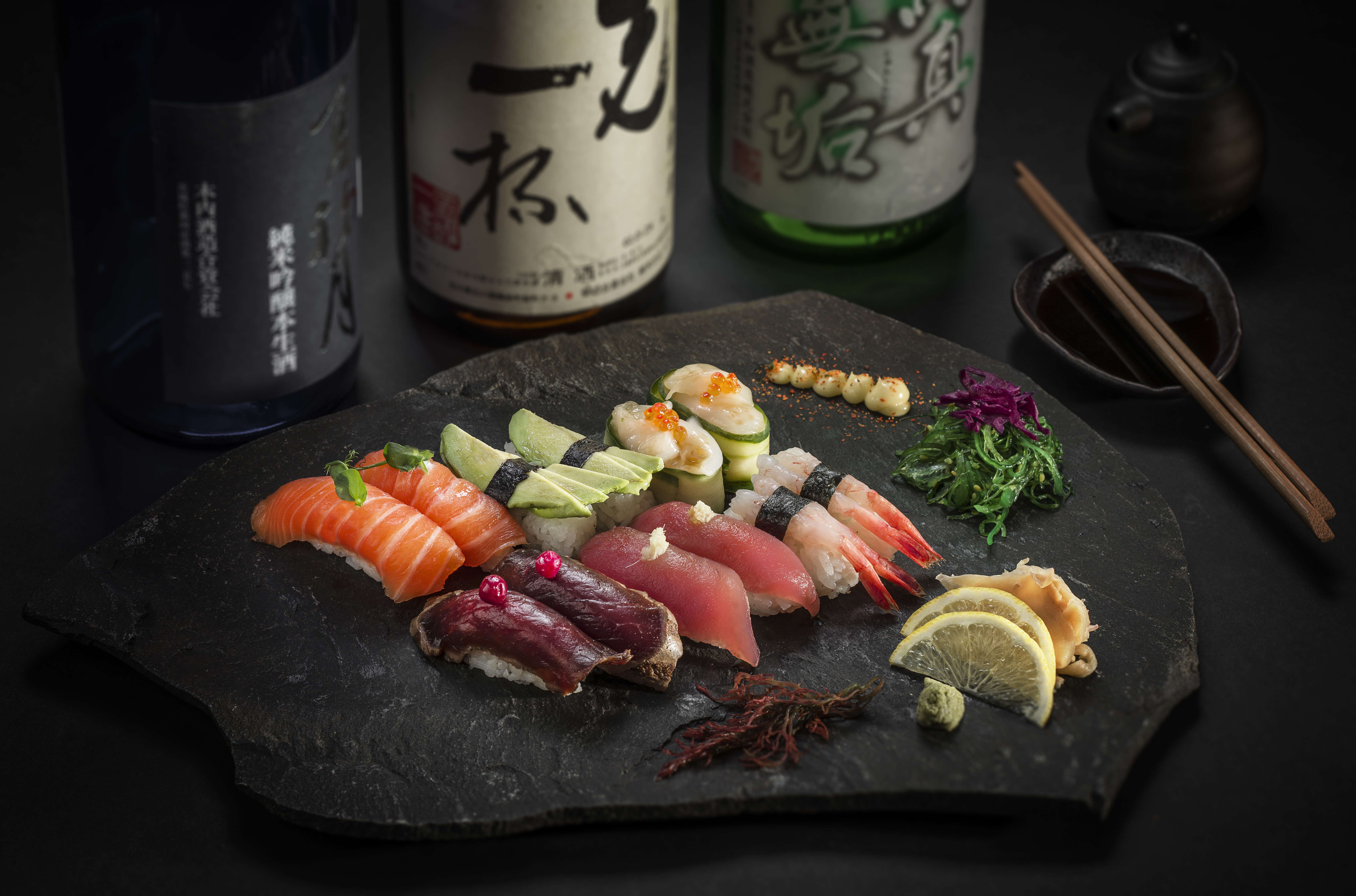
おまかせ握り寿司

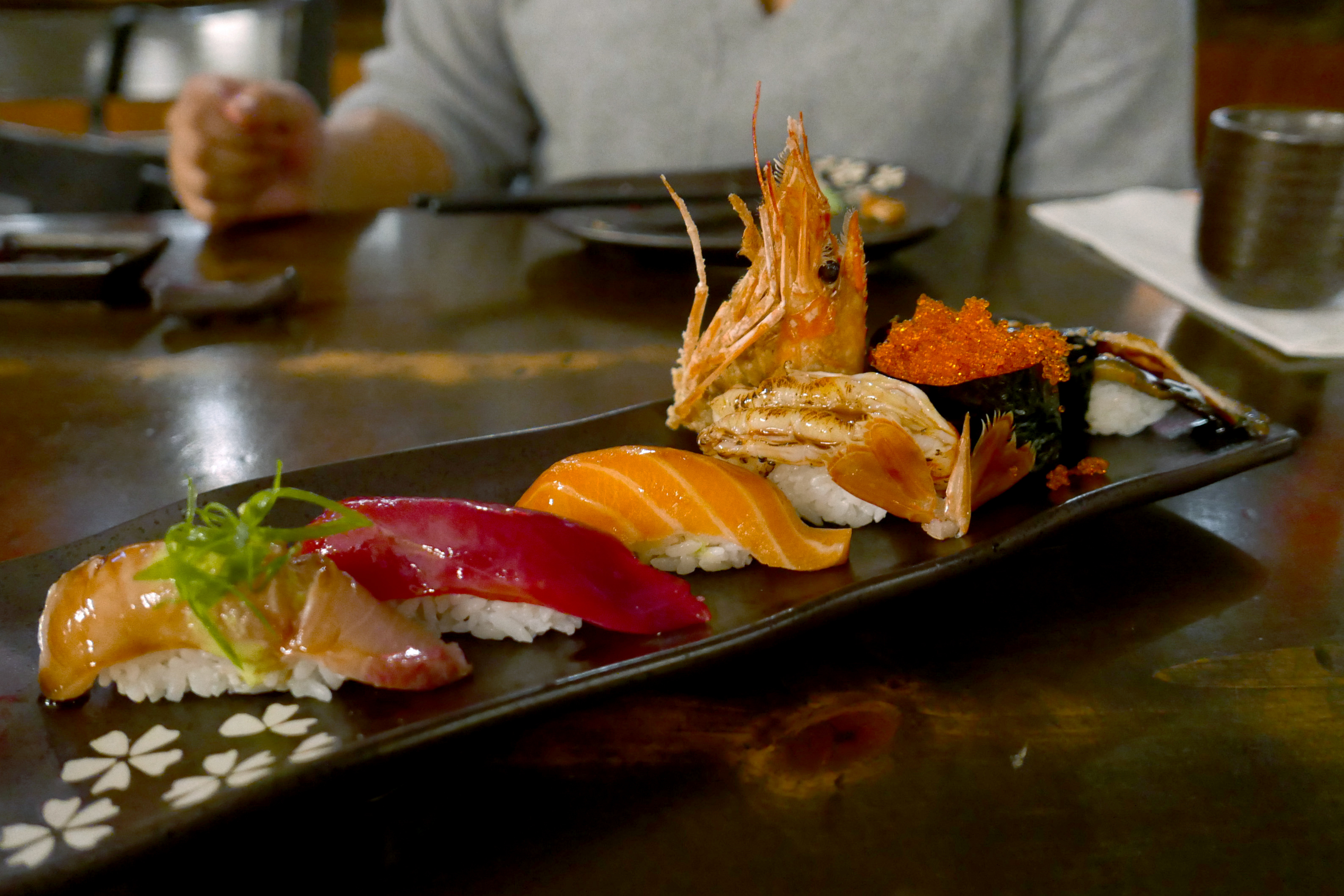
様々な寿司

寿司（すし、鮨・鮓）とは一般に米飯などと主に魚介類を組み合わせた和食。特に握り寿司のこと。
元々は、寿司は米飯と魚を発酵させた保存食であった（なれずし等）。
江戸時代になると発酵させず、酢を加えて調理する寿司（早ずし）が発達した。現代では「寿司」は早ずしを指すことが多い。
現代の寿司は握り寿司が代表的であるが、巻き寿司、箱寿司、稲荷寿司、押し寿司、ばら寿司など様々な形態がある。また、巻き寿司や稲荷寿司など魚介類と組み合わせないものや、卯の花寿司や蕎麦寿司のように米飯を他の材料で置き換えた寿司もある。
今では世界でもよく知られている日本料理のひとつである。

## 語義

### 用字
「すし」には「寿司」「鮨」「鮓」などの字が使われる。
「鮨」「鮓」はいずれも、本来は別の魚料理「鮨」は「うおびしお」、「鮓」は「つけうお」、（より詳しくは寿司#歴史へ）を意味し、「すし」の意は国訓である。「寿司」は好字を使った当て字である。

### 語源
魚介類を塩に漬け込み自然発酵させた食品が酸味を帯びることから、「酸っぱい」を意味する形容詞「酸（す）し」に由来する。

### 季語
夏の季語である。鮨、馴鮨、押鮨、鮒鮨など。
（例）
鮒鮨や彦根の城に雲かかる 蕪村

## 歴史

### 寿司につながった魚介類の保存方法
『栽培植物と農耕の起源』(中尾佐助 1978)では「ラオスの山地民やボルネオの焼畑民族」の焼畑農耕文化複合の一つとされている。『すしの本』(篠田統 1970)は、東南アジアの山地民の魚肉保存食を寿司の起源と挙げ、高地ゆえ頻繁に入手が困難な魚を、長期保存する手段として発達したものとしている。『魚醤とナレズシの研究 モンスーン・アジアの食事文化』(石毛直道 & ケネス・ラドル 1990)では、東北タイやミャンマーあたりの平野部を挙げ、水田地帯で稲作と共に成立した魚介類の保存方法が後に伝わったとしている。
中国で「鮨」の字は紀元前5 - 3世紀に成立した辞典『爾雅』に登場する。「魚はこれを鮨という。肉はこれを醢という」と対比され、鮨は魚の塩辛と篠田は解釈している。後漢の『説文解字』に「鮺は魚の蔵（貯蔵形態）」であるとし、䰼と鮺は同じとする一方、鮨は魚の䏽醤（塩辛）だとして区別した。鮺がどのような保存食かは不明だが、10世紀の徐鍇の注は「今俗に鮓に作る」としており、これをもって「鮓」の濫觴と言える。2世紀末成立の『釈名』で鮓は「葅。塩と米で葅のように醸し、熟してから食べる」とされている。葅は漬物のことである。しかし、3世紀頃に編まれた『広雅』は鮨は鮓なりとして区別せず、東晋の郭璞による『爾雅注』も同じである。篠田は様々な記録から「鮓」が中国の古い時代にはあまりポピュラーな食べ物ではなかったことを示し、「南方を起源とする外来食」、つまり東南アジアから伝わったものと位置付けている。
日本における文献初見は『養老令』（718年）の「賦役令」で、鰒（アワビ）鮓、貽貝（イガイ）鮓のほかに雑鮨が見える。『令義解』はこれに「鮨また鮓なり」と注解しており、以後も日本では鮨と鮓が区別されず、ともに「すし」とされた。『正税帳』（729年-749年）にも見える。篠田統、石毛直道らによると、これは外から来たものであり、稲作文化とともに中国は長江あたりから九州に伝わったのではないか、とみている。「鮓」の読みは『新選字鏡』（899年-901年）で「酒志」、「鮨」の読みは『倭名類聚抄』（931年-938年）に「須之」とされている。

### 日本の寿司
1000年以上の歴史があり、既に奈良時代に存在が知られる。平安時代の『延喜式』（927年）「主計寮式」には諸国からの貢納品が記されており、鮓・鮨の語を多く見出だすことができる。九州北部、四国北部、近畿、中部地区に多く、関東以北には見られないのが特徴的。魚（または肉）を塩と飯で漬け込み乳酸発酵させる「なれずし」であると考えられている。
平安時代の鮨は『今昔物語集』にも記述がある。
「鮨売りの女が酔いつぶれて、売り物の鮨桶の中に嘔吐してしまったので、あわててかき混ぜてごまかした」
「三条中納言朝成は肥満に悩み、医師に減量法を尋ねたところ、『夏は水漬け飯、冬は湯漬け飯を召しあがればよい』と教えられた。そこで瓜の漬物や鮎の鮨をおかずに湯漬け飯を食べたが、食べる量があまりにも多いので結局痩せなかった」
これらの記述から、平安時代の鮨は「嘔吐物を混ぜても気が付かないほど、臭いが強い」いわゆる「なれずし」であり、「鮨をおかずに湯漬け飯を食べた」ことから、飯部分を除去して食されていたことがうかがえる。鎌倉時代になると『沙石集』に記述されているように鮨は残り物の魚の加工品として登場し、米食が一般庶民に浸透する室町時代になって登場した「ナマナレ」によって、飯を一緒に食する習慣が生まれたようである。
篠田統は、室町時代の『蜷川親元日記』（1465年-1485年）に見る「生成（ナマナレ）」という言葉を、発酵が十分でない鮨（鮓）の意味であると理解して、これは、「漬け床」の飯も共に食べるものであるとした。また、吉野曻雄は、鎌倉時代から室町時代の諸記録や日記にみえる鮨（鮓）は「生成」であるとし、日比野光敏は、「ナマナレ（生成）」の特質は、醗酵期間の短縮だけではなく飯の食用にあり、室町時代にはこれが主流となるとしたうえで、飯を食べないものを「ホンナレ」と称して区別した。この変化は蒸して強飯として食べられていた米を、炊いて柔らかい姫飯として食べるようになった食生活の変化が生み出したとされる。
しかしながら、室町時代以降に「なれずし」の発酵期間が短縮され、また、「漬け床」の飯も食用とされたということを史料で確認することはできない。櫻井信也によれば、奈良、平安時代以来、室町時代から織豊時代にかけても鮨（鮓）の多くを占めるのは鮎や鮒の「なれずし」であるが、各時代の鮎や鮒などの同じ種類の鮨（鮓）の「飯漬け」期間を比較して、その期間の「短縮」が証明されていたわけではない。奈良、平安時代においても、食材の種類や「飯漬け」の時季により、醱酵の度合いには差があり、数日間の発酵のものもあれば、1 - 2か月のものもあるとされる。従来の見解は、数箇月間以上の「飯漬け」を行う現在の滋賀県の「ふなずし」を奈良時代以来の「なれずし」、これよりも「飯漬け」期間が遙かに短い和歌山県の鯖の「なれずし」などを「生成」であるとする理解から導き出されたものであるという。そして、「生成の鮨（鮓）」とは、十分な熟成を経ない半熟の鮨（鮓）ではあるが、飯を共に食するというものではなく、敢えて半熟状態のものを試みに賞翫するというもので、「鮒鮨（鮒鮓）」に限られていることから、これは「鮒鮨（鮒鮓）」の食方を意味する言葉であり、室町時代以降のそれまでの「なれずし」が「生成」になるという篠田統以来の従来の理解は誤りであるとしている。また、酢を調味料として食することに特徴があり、寿司に酢を用いる契機となったとされる。櫻井の説が正しいとすると、「ホンナレ」と「ナマナレ」という区別も改められなければならないことになる。

### 早寿司の誕生
時代が下るとともに酒や酒粕、糀を使用したりと、寿司の発酵を早めるため様々な方法が用いられ即製化に向かう。そして1600年代からは酢を用いた例が散見されるようになる。岡本保孝著『難波江』に、「松本善甫という医者が延宝年間（1673年-1680年）に酢を用いたすしを発明し、それを松本ずしという」とあるが、日比野光敏によれば「松本ずし」に関する資料は他になく、延宝以前の料理書にも酢を使った寿司があるゆえ「発明者であるとは考えられない」としている。誰が発明したかはともかく、発酵を待たずに酢で酸味を調節する料理が誕生することになる。

### 箱寿司（大阪）の誕生
1728年創刊の『料理網目調味抄』には、「箱寿司に酢を注ぐ」という表現があり、酢を用いた寿司が定着していることがわかる。さらに1802年刊の『名飯部類』では、「寿司は昔は発酵させるものだったが、今では酢を使うものばかりである」と解説されている。
1750年刊の『料理山海郷』には「巻鮓」の記載が、1802年刊の『名飯部類』には「起こし寿司」が登場している。この「起こし寿司」は、今のちらし寿司の原型となった。

### 握り寿司（江戸前寿司）の誕生

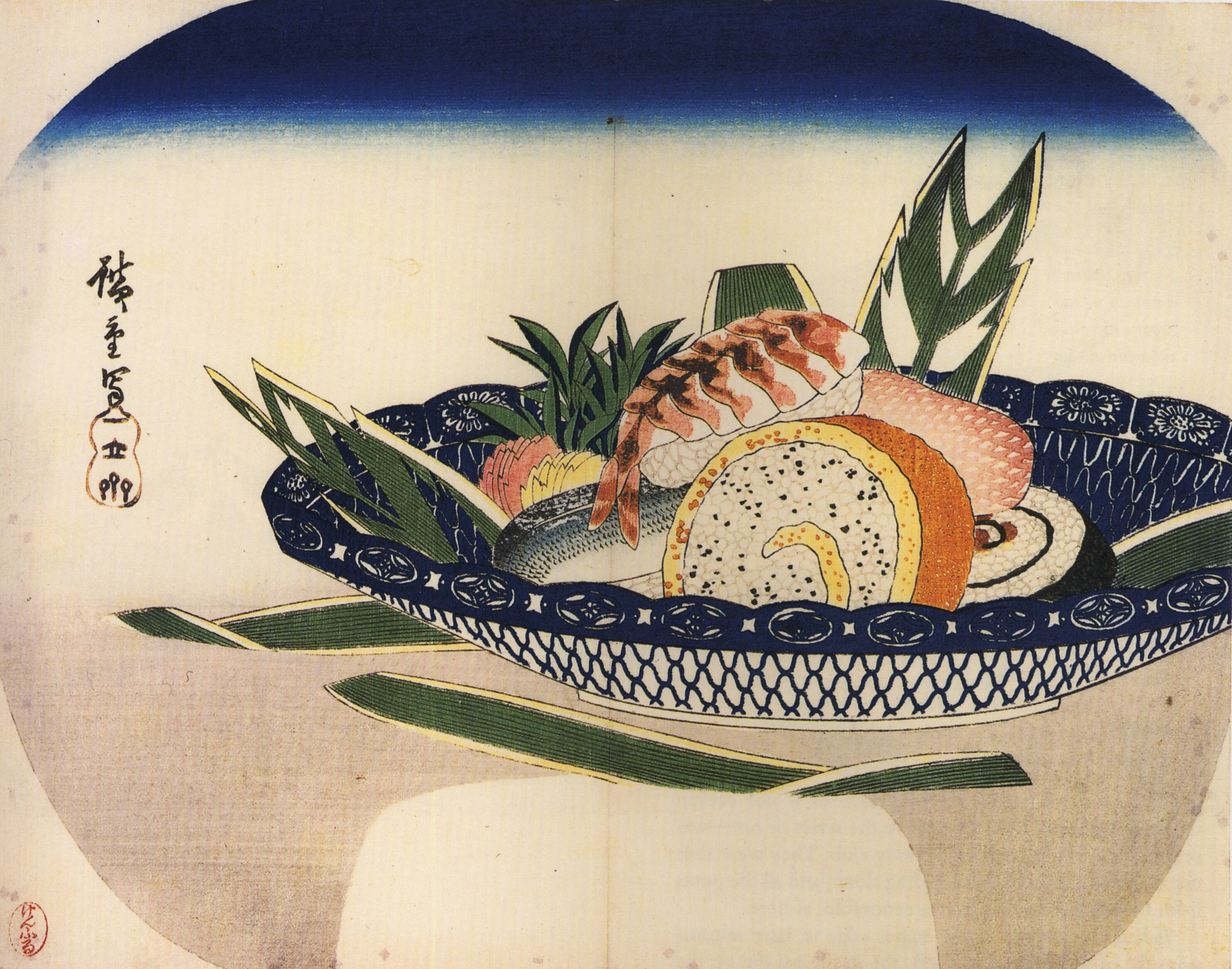
浮世絵に描かれた寿司（歌川広重・江戸後期）

大阪の箱寿司が『料理網目調味抄』に記載されたその100年後の江戸、「妖術と いう身で握る 鮓の飯」『俳風柳多留』（文政12年〈1829年〉、作句は1827年）が、握り寿司の文献的初出である。握り寿司を創案したのは「與兵衛鮓」華屋與兵衛とも、「松の鮨（通称、本来の屋号はいさご鮨）」堺屋松五郎とも言われる（詳しくは江戸前寿司・江戸三鮨を参照）。『守貞謾稿』によれば、握り寿司が誕生すると、たちまち江戸っ子にもてはやされて市中にあふれ、江戸のみならず文政の末には関西にも「江戸鮓」を売る店ができた。天保の末年（1844年）には振り売りで稲荷寿司を売り歩く者も現れた。この頃には巻き寿司も既に定着していた。現代でもポピュラーな寿司はこのころ出揃った。
明治時代になると企業による製氷、電気冷蔵庫といった技術が登場し、漁法や流通も進歩したことで、生鮮魚介を扱う環境が格段に良くなった。それまでの江戸前握り寿司では、酢〆・醤油漬け・加熱などの調理をしていた素材も、生のまま扱うことが次第に多くなっていった。また、素材の種類も増えた。
大正12年（1923年）の関東大震災では東京が壊滅状態に陥ったが、これにより東京から寿司職人が離散し、江戸前寿しが日本全国に広まったとも言われる。
昭和初期までは、メニューの内容を寿司職人に任せる「おまかせ」が一般的な注文であり、職人が当日の市場にあった様々な魚を仕入れて提供していた。

### 戦後の寿司

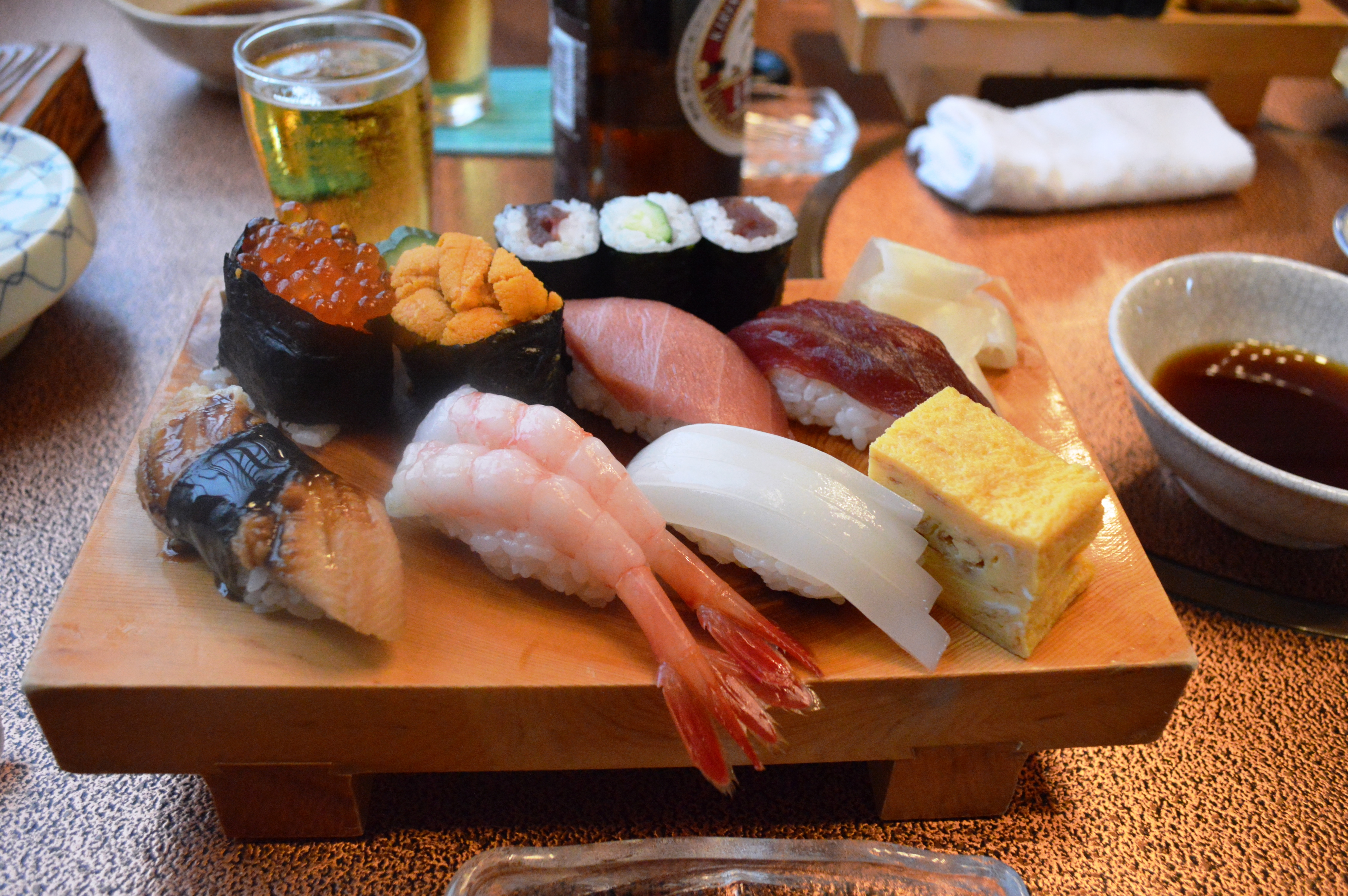
店で提供される握り寿司（2013年）

第二次世界大戦直後、厳しい食料統制のさなか、1947年（昭和22年）に飲食営業緊急措置令が施行され、寿司店は表立って営業できなくなった。東京では寿司店の組合の有志が、1合の米と握り寿司10個（巻き寿司なら4本）を交換する委託加工という形式で、営業を認めさせた。当時を知る職人は「あらかじめダミーの米を入れる袋を用意して店頭に置き、取り締まりを逃れて営業したこともある」と述べている。近畿をはじめ日本全国でこれに倣ったため、江戸前寿司形式の寿司店が普及した。
戦後の高度経済成長期になると、衛生上の理由から既に屋台店は廃止され、寿司屋は概ね高級な料理屋の部類に落ち着いた。
1960年代から1970年代にかけて、サラリーマンを題材とした漫画では、夜遅くまで外で飲み歩いた亭主が、妻の機嫌を取るために寿司の折り詰めを買って帰るという姿が描かれることもしばしばあった。国鉄東海道本線の電車急行ではビュッフェで寿司コーナーを設置していた。
「おまかせ」ではなく客が好きなメニューを注文することが主流となったが、これによりマグロなど人気の魚に注文が集中し、寿司が画一化したという指摘がある。
1990年代以降には、寿司ネタとしてサーモン（タイセイヨウサケ）が普及した。1986年にノルウェー政府が日本ではサーモンの生食が一般的ではないことに目をつけ、生のサーモンを輸出したことで徐々に浸透した。そのサーモン輸出計画に参加したノルウェー人ビョーン・エイリク・オルセンが「サーモン寿司の発明者」とされる。2023年のマルハニチロの調査では、回転寿司のネタとしてサーモンの人気は男女全体ともに1位を付けており、また12年連続で1位を保つほどの人気になっている。

### 安価な寿司

#### 回転寿司、持ち帰り寿司
1958年（昭和33年）に大阪で回転寿司店「廻る元禄ずし」が開店し、廉価な持ち帰り寿司店「京樽」や「小僧ずし」も開業。1980年（昭和55年）頃には日本各地に普及した。

#### 宅配寿司
電話やインターネットで注文を受けて、顧客へ届けるスタイルの宅配専門寿司店。回転寿司や持ち帰り寿司店でも宅配を行っている場合がある。

### 世界の「sushi」へ

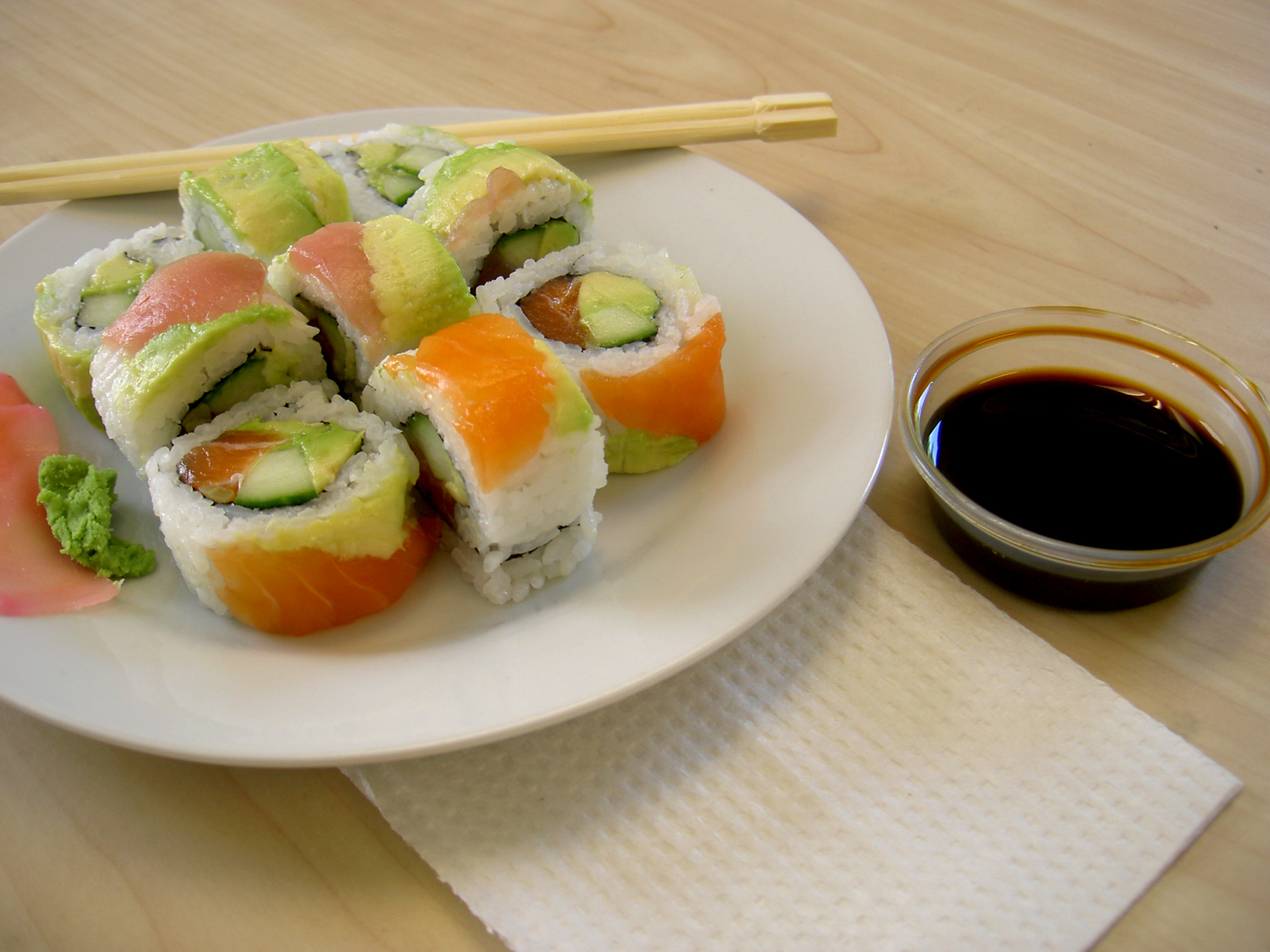
アボカド・サーモンを「裏巻」したカリフォルニアロールのバリエーション

明治になると日本人が中南米や北米へ移民し、各地で日系人コミュニティが生まれた。アメリカ合衆国で最初の日本料理店「大和屋」がサンフランシスコに開店したのが1887年。ロサンゼルスでは、後にリトル東京と呼ばれる地域に日本食レストラン「見晴亭」が1893年に開店し、1903年に蕎麦屋、1905年には天ぷら屋、そして1906年には寿司屋が開店する。戦前のリトル東京の日本料理店は、主に最大数万人規模のコミュニティにまで膨れ上がった日系人のための食堂であった。しかし、第二次世界大戦でアメリカ合衆国と敵対国になったことにより、日系人コミュニティは強制収容という形で衰退した。
戦後になると全国すし連合会会長・理事長を歴任した東京・青山大寿司総本店の大前錦次郎が、職人を連れての米国ワシントンD.C.での「全米桜祭り」での寿司の披露や、世界初の英文での寿司の専門書を出版するなどして、世界へ寿司を広めた。
諸外国では寿司は、日本語の発音のまま「Sushi」と呼ばれる。
戦後のリトル東京の寿司屋は、しばらく1930年代に創業した稲荷寿司と巻き寿司、型抜きした酢飯に魚を乗せただけの寿司を提供する店一軒のみであった。アメリカ寿司ブームの仕掛人とされる共同貿易社長の金井紀年により、1962年にガラスのネタケースが海を渡り、老舗日本料理店「川福」の一角に本格的なカウンターを設えた「sushi bar」ができ、続いて「栄菊」、カリフォルニアロール発祥の店となる「東京会館」も、1965年にネタケースを設えて「sushi bar」は3軒となった。当初は寿司を食べる欧米人はほとんどいなかったが、1970年代に入ると徐々に欧米社会にも受け入れられ、1970年代後半には寿司ブームとも言われるほどに成長していった。しかし海藻を食べる習慣のない欧米人からは、海苔は黒い紙のように見え気持ち悪がられたため、酢飯で海苔とタネを巻く「裏巻き」と呼ばれるスタイルが流行することとなった。「すしバー」では江戸前寿司だけでなく、各店で独自にアレンジした料理も提供され、欧米では「すしバー」の名称が正統派の寿司店や寿司レストランを含む総称になりつつあるとも言われている。
ロサンゼルスで火のついた寿司ブームは、その後、日本の経済的進出も相まって、アメリカを中心とする世界各地に急速に広まった。1983年には、ニューヨークの寿司店「初花（Hatsuhana）」が、『ニューヨーク・タイムス』紙のレストラン評で最高の4ッ星を獲得しており、この頃までには高級フランス料理店に並ぶ評価を得る寿司店が出現するまでにイメージが転換していたことが窺える。現在、「スシ」は天ぷら、すき焼き等と並ぶ日本食を代表する食品になっており、日本国外の日本食レストランの多くでは寿司がメニューに含まれている。特に北米では人気があり、大都市では勿論、地方都市のスーパーマーケットですら寿司のパックや巻物が売られていることが珍しくない。

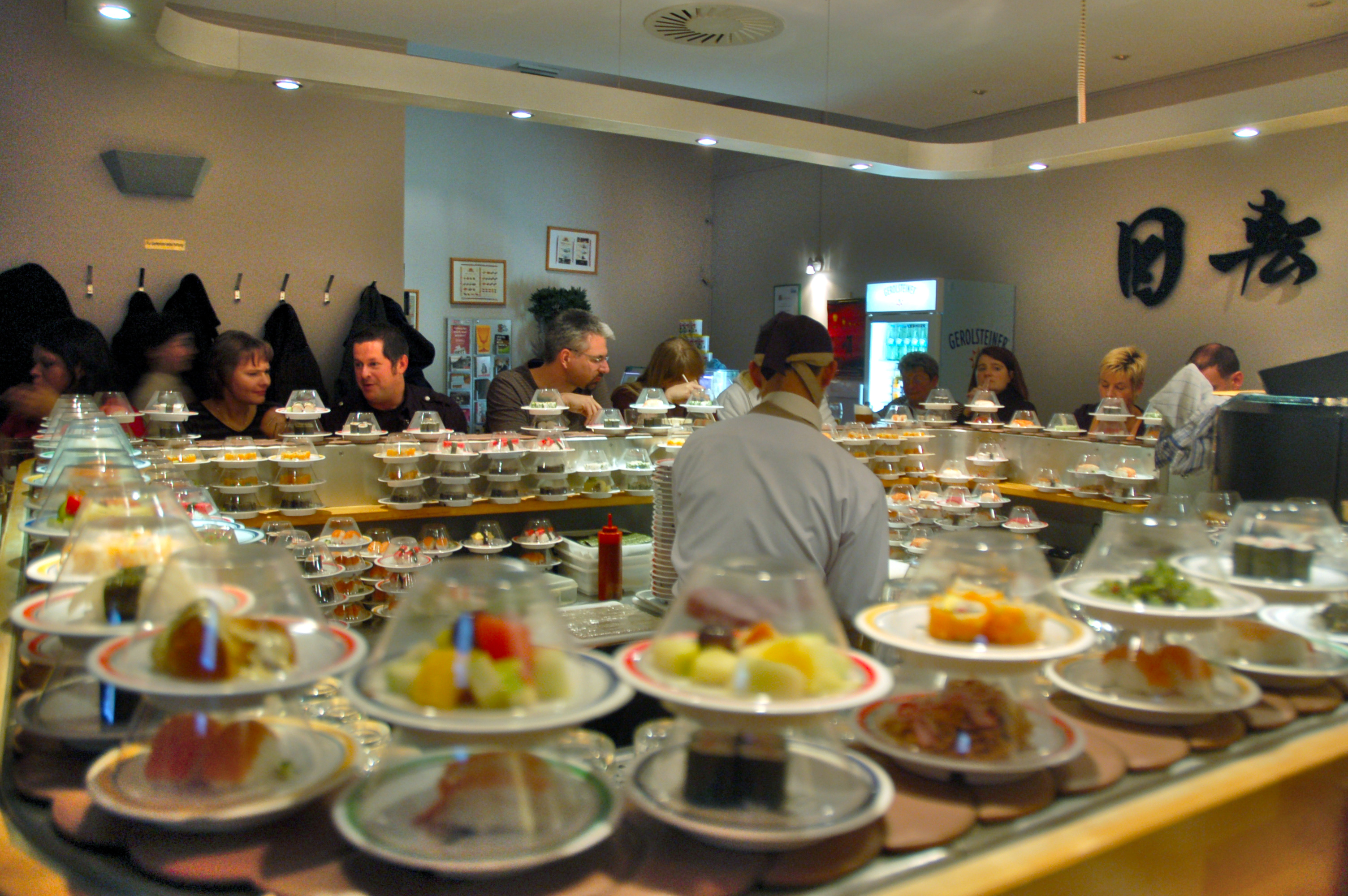
ベルリンの回転寿司店

回転寿司は、気軽に食べられることやシステムの面白さなどで外国でも人気を得るようになった。
日本でも知られているカリフォルニアロール以外にも、世界各地の食文化と融合したスシ（sushi）が相次ぎ誕生している。メキシコのトルティーヤと組み合わせた「寿司タコス」「寿司ブリトー」、ハワイ料理風の「ポキ寿司ボウル」、魚や肉を避ける人向けに豆の粉を魚介類風に加工してネタとする「フェイク寿司」（香港）などである。
東南アジアのタイ王国では、スシ・レストラン以外に屋台街で販売されるようになっている。酢飯は甘めが好まれ、ネタは魚介類以外にピータンなどがのせられる。
世界各地のスシ・レストランには中国人、韓国人など日本人以外の経営・調理によるものが増加し、日本人による寿司店の割合は10パーセント以下とまで言われるほど減少している。そのため、日本の伝統的な寿司の調理法から大きく飛躍（あるいは逸脱）した調理法の料理までもが「スシ」として販売されるようになった。スシは人気のネタのマグロとサーモン程度しか提供せず、天ぷらやテリヤキ、丼物の方がメニュー数が多いような日本料理全般を扱う店も大々的にスシ屋を名乗っている。更にはご飯も魚介も関係なく、一つの食材の上に別の食材を置いた料理を「Sushi style」と称して客に提供する星付きレストランまで現れた。今ではSUSHIの単語を海外の街で頻繁に見かけるようになったが、本来の日本料理から大きく乖離したメニューを提供する店に遭遇することも多い。
2000年代になると日本のインターネット掲示板などで国粋主義が高まりをみせる。松岡利勝農水大臣はアメリカへの出張中、中国、韓国、フィリピン化された寿司に衝撃を受け、2006年に農林水産省は「正しい日本食を理解してもらうための日本食の評価」を日本国外の日本食店に行う計画を打ち出したが、アメリカの新聞『ワシントン・ポスト』紙が2006年12月24日付け記事で用いた「スシ・ポリス（Sushi Police、スシ警察）がやってくる!」など、アメリカの一部には、これを新しい食文化の誕生を疎外するものである、日本食も外国由来が多いと批判的な声もあり、日本でもスシポリスの記事が取り上げられた。このような反応を受けて農林水産省は認証制度の導入を止め、和食の国際的普及を目指す特定非営利活動法人（NPO）の「日本食レストラン海外普及推進機構（JRO）」が民間の立場から推奨店を決定する方式を取ることとした。
経済発展が著しい中華人民共和国、香港、台湾やロシアでも寿司ブームが起こった。元来これらの国では魚を生食する文化はなかったが、富裕層を中心に愛好家が増えている。日本人が寿司文化を世界に広めたために、今度は寿司種が世界市場で高騰すると言う現象が起きてしまっている。また、このように増大した寿司需要による生物資源の枯渇を避けるため、生態系にリスクを与えずに捕獲された魚介類や増産可能な方法で収穫された農産物を用いたサステナブル寿司（持続可能な寿司）の動きも2005年から米国で始められた。

### 創作寿司
世界各国の食材が普及し、寿司が日本国外に進出するにあたり、また食スタイルの変化などから日本伝統の寿司の形にとらわれない食材やスタイルの創作寿司もみられる。寿司種として魚介類以外にも、食肉（肉寿司）、野菜などを使用したもの、ソースとしてマヨネーズやチーズなどの非伝統的な食材をトッピングしたもの、焼き、揚げなど色々な調理法を用いたもの、形も握り寿司や巻き寿司にこだわらないものなど様々である。農林水産省などが開催する「WORLD SUSHI CUP JAPAN」において「創作寿司」部門が設けられ、江戸前寿司とはまた違った技術を競いあうイベントも開催されている。

## 販売・消費形態

### 販売

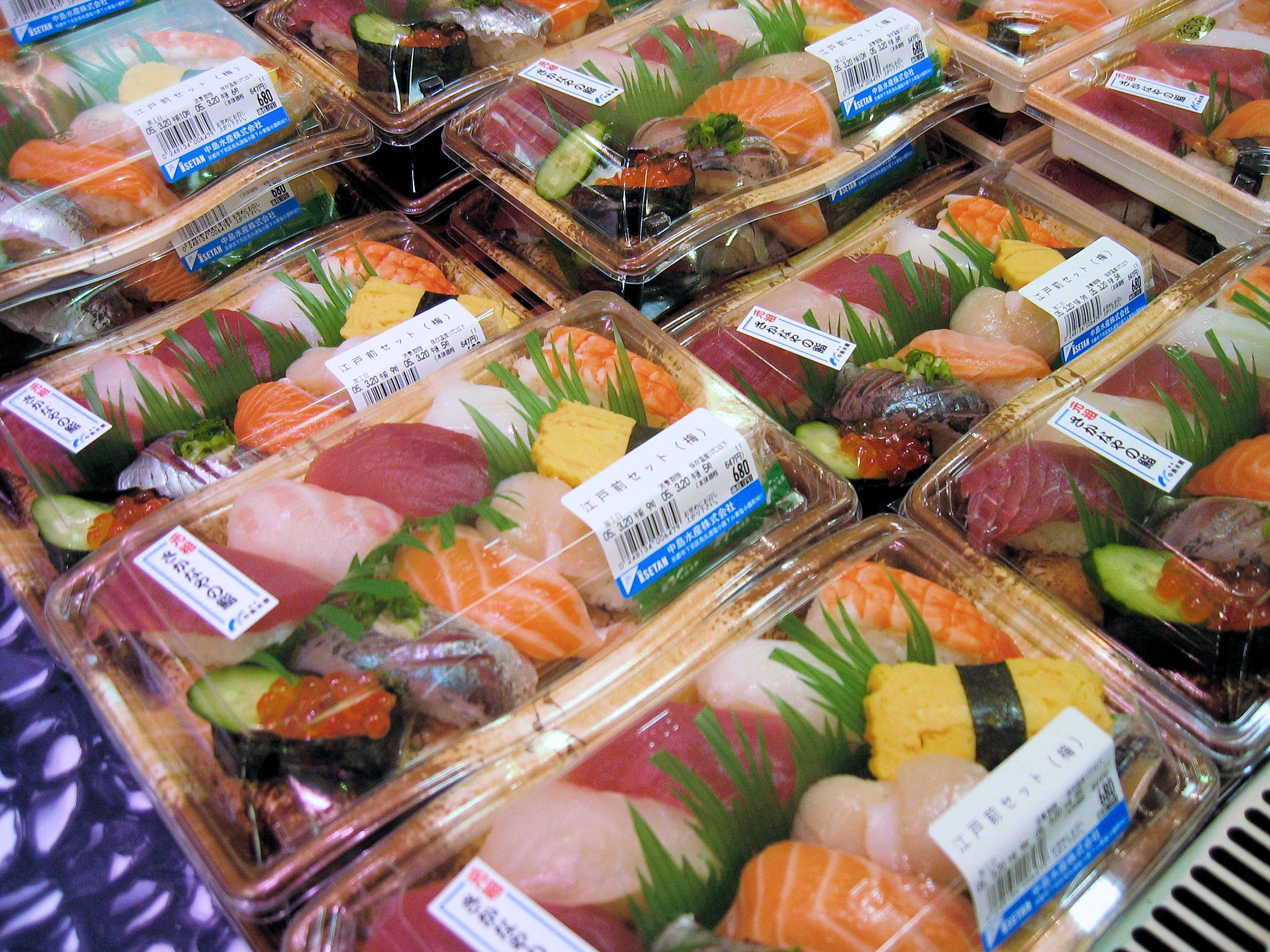
持ち帰り用に販売される詰め合わせ

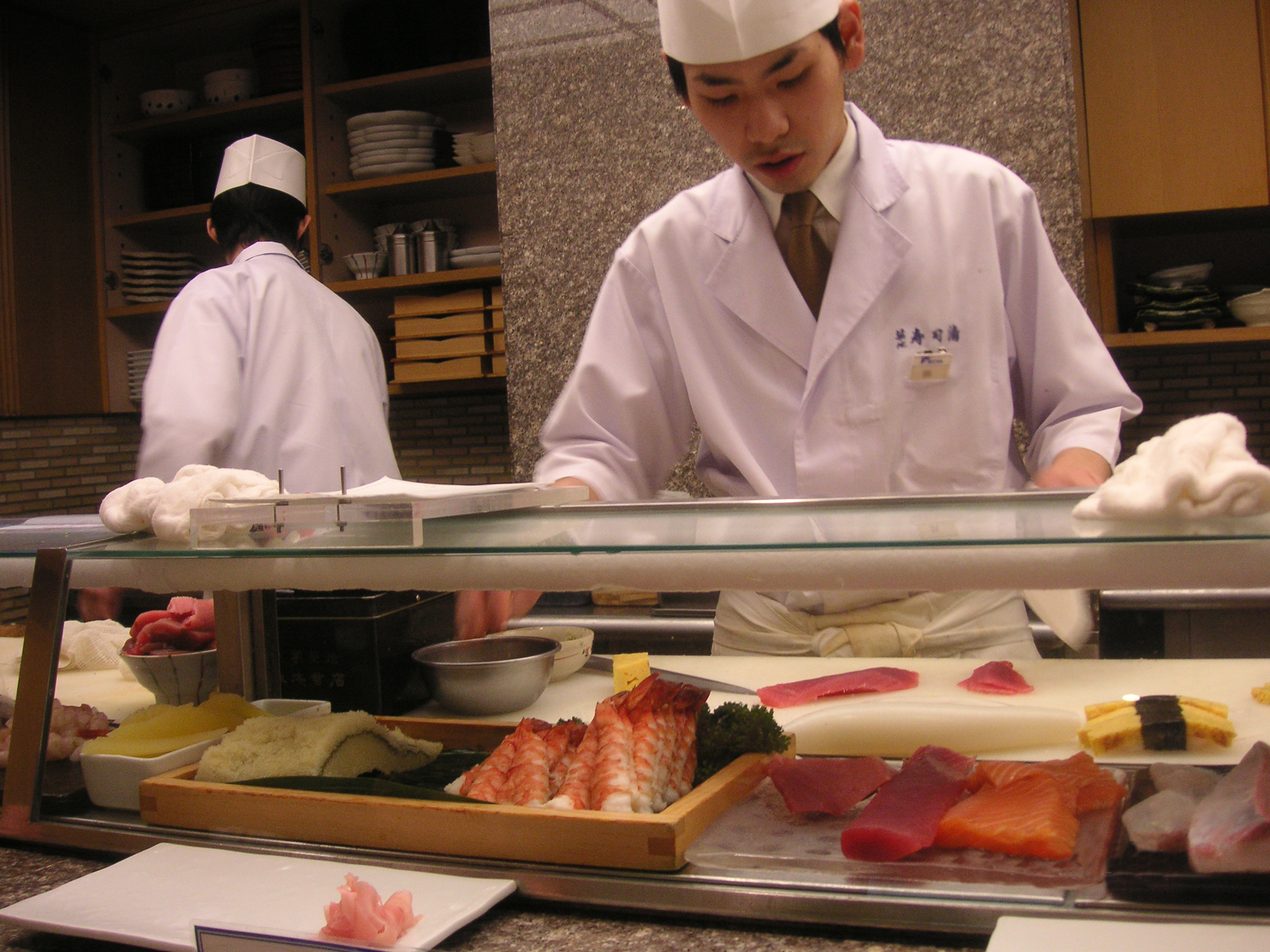
日本の寿司職人（2006年）

寿司は鮨屋、回転寿司などの店内で料理として出される。寿司屋は出前を行なうこともある。
スーパーマーケットやデパートの地下の惣菜コーナーでは詰め合わせや握り寿司2つ程度の小さなパックなどが売られる。弁当販売店の形式で、持ち帰り用寿司を売るチェーン店もある。巻き寿司、ちらし寿司はしばしば家庭でも作られる。近年ではコンビニエンスストアでの販売も見られ、ますます手近なものとなっている。
かつての江戸では露天での販売も盛んで日本国内に広がった程であったが、衛生上の理由から屋台での寿司など生魚を使用した食品の販売は昭和初期までにその多くが規制されている。

### 勘定
日本においては、一皿毎の価格が明示されている回転寿司や、寿司専門店であっても一人一食分のセットメニューの価格を明示する方式が広く普及している。
しかし、伝統的な一部の寿司屋においては、会計は一つ一つの寿司に値段が掲示されていない場合もある。これは寿司種を市場で仕入れ当日に何がどれだけ水揚げされるかが分からないため、時価となってしまうことが要因である。かつては多彩な魚が使われていたことから、調理の手間のまちまちで影響が大きかった。
一方、『寿司屋のかみさんうちあけ話』(佐川芳枝 1995)の「高くてびっくり安くてびっくり」にて、寿司の職人でも他の店に行けば値段が分からないこと、どんぶり勘定で客を見て値段を決めている店があることが書かれている。また、同じネタでも客を見て切る部位を変えるので値段も違うという主張も載せられている。他方、滞在時間の長い「来てほしくない客」の場合は値段が高くなる、と公言する職人すらいる。
日本の法律では商品の内容とサービスまた価格を偽ることは違法とされており、値段を店員へ尋ねることができるが、当日の値段であり、次回訪れた際に変っている可能性もある。
回転寿司では基本的に値段が2~3段階に固定されており、皿の色や柄で分けられている。

### 文化
地方によって外食と弁当など、寿司の消費形態と消費額が異なる。『家計調査2002-2011』によると、東日本は外食が多く、寿司弁当は関西の都市に多い。石川県金沢市は双方とも多いが、寿司店で握り寿司を食べる文化地域と、箱寿司やパック寿司を買って家で食べる文化地域など、寿司の文化は現在の日本東西で異なっている。北大路魯山人は「江戸前寿司の上方寿司と異なるところは、材料、味つけおよび技法の相違にある。」と寿司の違いについて記述していた。

## 衛生
握り寿司は、腐敗しやすい生鮮魚介類と酢飯に直接人間の手で接触する工程を伴い、その過程で雑菌が付着することは避けられない。生鮮魚介類を寿司種とする場合は、刺身と同様に厳しい鮮度・温度管理が行われる。酢飯の温度で温まってしまうこともあり、特に夏期においては握ったものをすぐ食べることが望ましい。米やネタに匂いが移ることがあるので、臭いを発する強力な洗剤や殺菌薬などで手を洗うことは避け、寿司職人は用便の後は、丁寧に手洗いに努めているケースがある。また、酢（酢酸）には殺菌の効果がある。さらに、わさびをネタと酢飯の間に挟むのは、鮮魚の運搬に時間がかかる時代に、殺菌剤とした名残とされている。
日本国外では、手で握る作業を不潔なものと見なし、職人が薄いゴム手袋やビニール手袋を嵌めることを求める場合がある。日本では魚介を生食する料理の調理を素手で行うことは、ごく一般的な手法であるうえ、手袋は職人の微妙な手指の感覚を阻害するものであると見なされ、そのような習慣はない。ただし、日本国内でもスーパーマーケットなどで持ち帰りの寿司を提供する場合や、回転寿司店では手袋の着用がみられる。
アメリカのニューヨーク市やネバダ州やバージニア州、欧州連合ではセビチェや寿司などの生食する天然魚を一旦冷凍することが義務付けられている。ニューヨーク市の規制の際には和食店から「冷凍で味が落ちる」と嘆く声もあった。アニサキス症防止として日本の厚生労働省は生魚の-20 ℃で24時間以上の冷凍を推奨している。

## 種類

### 乳酸系のすし類
乳酸系のすし類は、なれずし（馴れ鮨）のように、乳酸を主たる酸味成分とするものである。

#### なれずし
なれずし（馴れ寿司、熟寿司）は魚に塩と飯を混ぜて長期間保存し、乳酸菌の作用によって発酵させたもので、飯の原形が残っていないことが多い。塩辛に近い保存食であり、単体で食事として用いられるものではない。滋賀県の鮒寿司や和歌山県の鮎の熟寿司（鮎鮨）、秋田県のハタハタ寿司、石川県や富山県のかぶら寿司、岐阜県飛騨地方のねずしなどがある。

#### 飯寿司
日本海側に見られる米麹を使って魚を乳酸発酵させた寿司である。

### 酢酸系のすし類
酢酸系のすし類は、江戸時代に発明されたもので、酢酸を主たる酸味成分とするものである。

#### 押し寿司
酢飯と具を重ね、力をかけて押した早寿司。大阪の箱寿司が元となっており、江戸時代に出来た握り寿司の原型。鯖寿司である大阪府のバッテラや京都府の鯖の棒寿司、富山県の鱒寿司、神奈川県の鰺の押し寿司、秋刀魚寿司、鳥取県の吾左衛門寿司、広島県の角寿司、山口県の岩国寿司、長崎県の大村寿司など。江戸ではこの押し寿司ではなく握り寿司が発展し、2つの文化に分かれていった。

#### 握り寿司

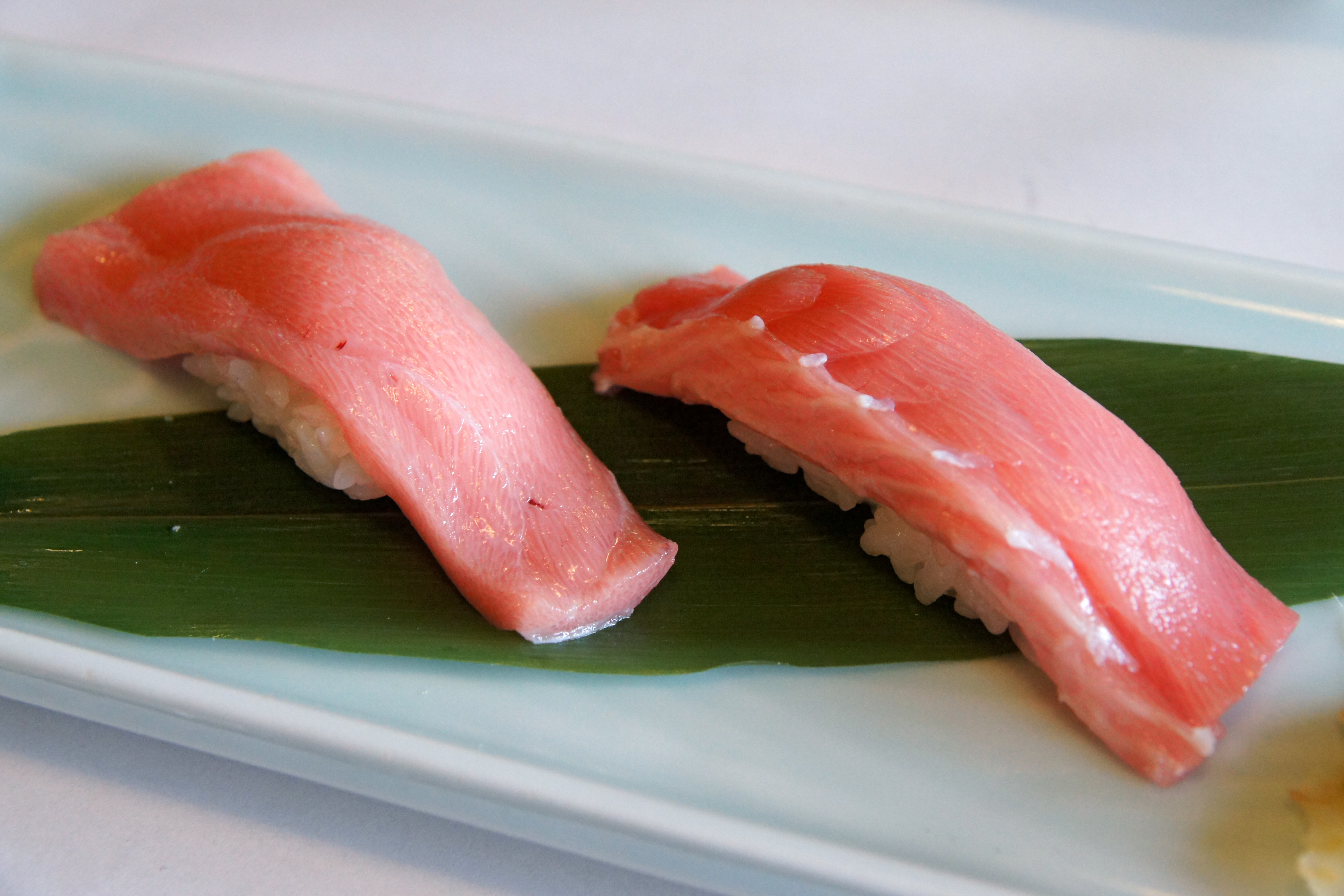
握り寿司

握り寿司は、小さな酢飯の塊に寿司種を載せ、両手で握って馴染ませたものである。飯と種の間にわさびを入れることが多い。手づかみ、あるいは箸を用いて、必要が有れば醤油をつけて食べる。寿司としての歴史は浅く、江戸時代に江戸で考案された。1つを「1かん」と数え、「貫」の文字を当てることが多い。この助数詞は昭和後期のグルメブームの時に一般に使われるようになったと言われる。英語でも「Nigiri」で通じる場合がある。
寿司種として使われる魚介類は様々で、おおまかに「赤身」「白身」「貝類」などに分けられる。生のままだけでなく、酢〆されることが多い「光もの」や煮物も用いられる。太平洋戦争後の冷蔵・冷凍設備の普及や輸送ルートの整備により、漁港から遠い地域でも寿司種にできる魚介類が増えた。寿司種とする魚類を水分管理しながら冷蔵庫で長期間寝かせて（例えばカンパチでは1カ月程度）、腐敗を防ぎながら味を凝縮させる「熟成鮨」も現れている。

#### 手まり寿司
種を載せた酢飯をラップなどで包み、手毬に見立てた小さな球状に丸めた早ずしの一種。握り寿司のような技術を必要としないため、家庭料理や弁当などにもしばしば用いられる。比較的近年に誕生したと思われるが、起源は不詳である。

#### 巻き寿司

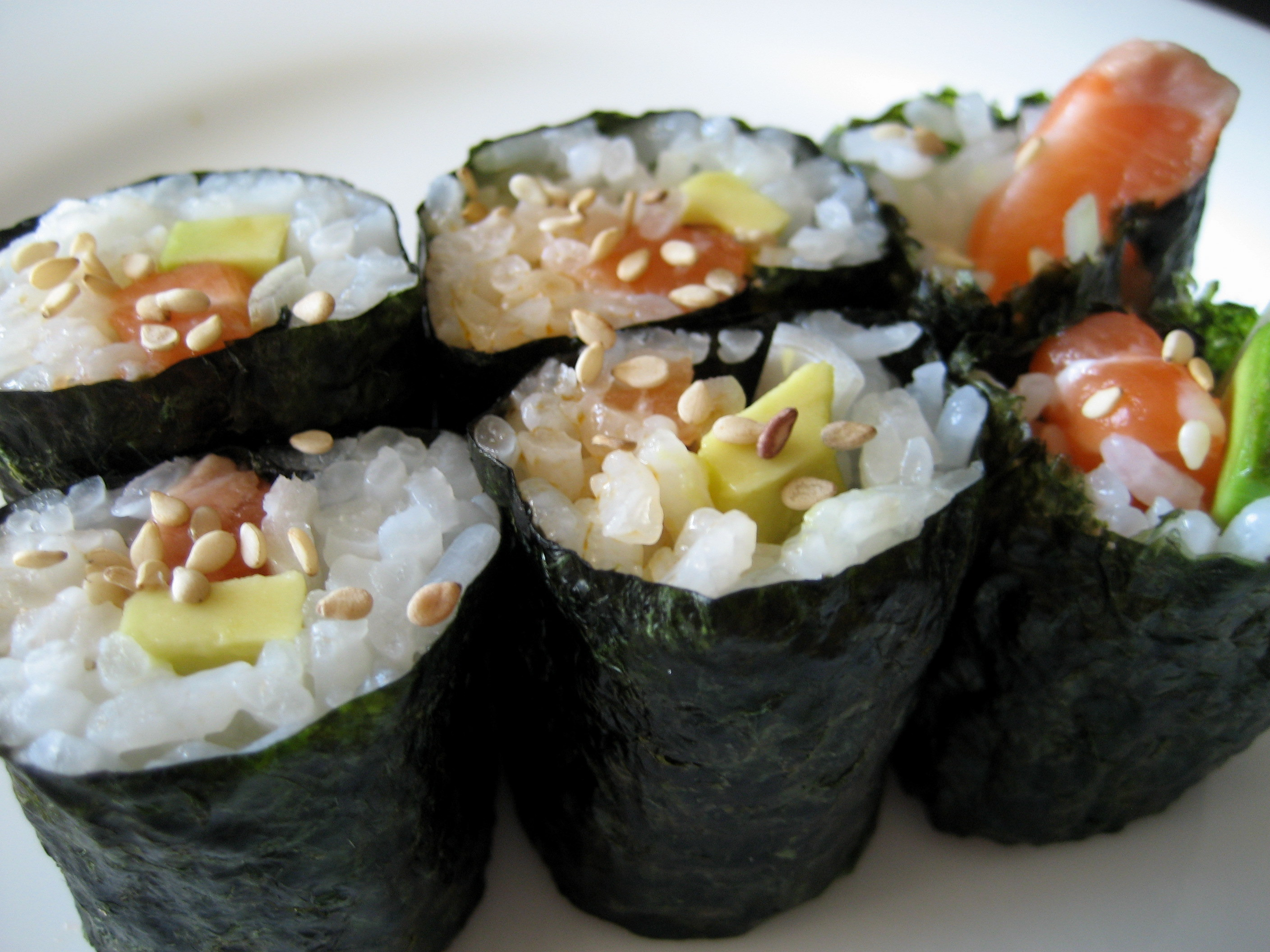
巻き寿司

巻き寿司は、海苔などで具と酢飯を細長く巻いた寿司。「巻き物」「海苔巻き」とも呼ぶ。巻き簾の上に海苔を広げ、酢飯と具を載せて巻いたものである。太さの違いによって「細巻」「中巻」「太巻」と各々違う呼び名がある。江戸では干瓢の細巻きが好んで食べられ、これを海苔巻きと称した。また「軍艦巻」と呼ばれる、酢飯の側面に海苔を巻いて上にイクラ、ウニなどの崩れやすい材料を乗せたものもある。その他、一般的に使用される具材には、マグロ、きゅうり、海老、卵焼き、いか、ツナ、納豆、などがある。日本国外でも○○ロール（Roll）として様々な種類の巻き寿司が創作されている(西洋寿司)。英語でも「Maki」で通じる場合がある。そうした創作巻き寿司では、アボカドやハムなど、好みの具材が用いられている。

#### 手巻き寿司

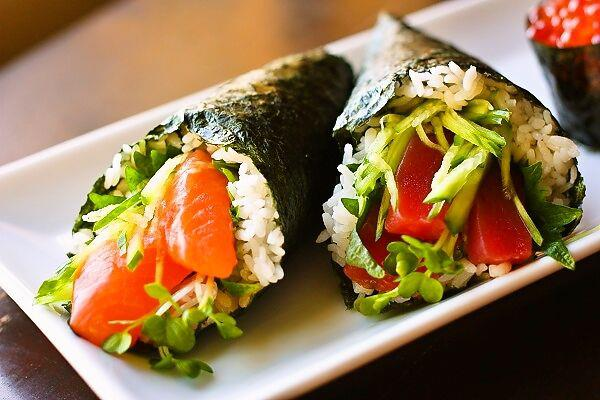
手巻き寿司

寿司屋の手巻き寿司
巻き簀を使わず手で飯と具を海苔で巻く寿司は「手巻き寿司」と呼ぶ。「築地玉壽司」が昭和46年に始めたとして、同店は「元祖末廣手巻き」と名乗っている。
家庭料理の手巻き寿司
日本のホームパーティーの料理としても出される手巻き寿司は、寿司飯と中に入れる具材と海苔を別々に用意し、個人個人で海苔を持ちその上に寿司飯を載せて自分の好きな具材を寿司飯の上に載せて自分の手で巻いて食べる。具材は生の魚だけでなく、野菜や調理済みの肉類、天ぷらやフライなど様々な具材が用いられることもある。

#### ちらし寿司
酢飯に各種の種を混ぜ込み、錦糸卵などで飾りつけたもの。また江戸前寿司においては、白い酢飯の上に握り寿司の種を並べたものを指す。

#### 五目寿司・ばら寿司
五目寿司は、家庭で作られる機会も多く、祭礼などハレの日の手作り料理として供されることが多い。細かく切った野菜や椎茸・干瓢の甘煮、酢蓮根などの具を酢飯に混ぜ混み、彩りにしょうが、錦糸玉子などを飾る。具にはさらに茹で海老・焼穴子などがよく用いられる。関西ではこれをちらし寿司、ごもくずし、かやくずしと言う。江戸前のちらし寿司をも食する地域では、五目ちらし寿司と呼び区別する。

#### 稲荷寿司
稲荷寿司の語源は、油揚げが稲荷信仰に関わりの深い狐の好物であることに由来する（このため「狐寿司」と呼ぶ地方もある）。『守貞謾稿』によると「江戸では油揚げの一方を裂いて袋状にし、木茸、カンピョウなどを刻みいれた酢飯を詰めたすしを、天保の末年から売り巡る。最も賤価なすし。稲荷ずしまたは篠田ずしという。店売りは天保前からあり、名古屋には以前からある」とある。『天言筆記』（明治成立）には飯や豆腐ガラ（オカラ）などを詰めてワサビ醤油で食べるとあり、「はなはだ下直（低価格）」ともある。『近世商売尽狂歌合』（1852年）の挿絵には、今日では見られない細長い稲荷寿司を、切り売りする屋台の様子が描かれている。
現代の稲荷寿司は袋状に開いた油揚げを煮付け、中に酢飯のみを詰める場合と、酢飯にニンジンや椎茸、ゴマなどを混ぜ込んで詰める場合とがあり、後者を「五目稲荷」と呼ぶこともある。東は四角で濃口醤油で味付けしており、西は三角形で薄口醤油で味付けしており酢飯の混ぜ物も具沢山で、地域によって形状が異なっている。いずれも印籠寿司の範疇内に分類される寿司である。また、稲荷寿司と巻き寿司を詰め合せたものを助六という。これは「揚げ」と「巻き」で揚巻（歌舞伎『助六』に登場する花魁の名）という洒落である。

#### 茶巾寿司
五目酢飯を薄焼き卵で包んだ東京産まれの創作寿司である。
東京赤坂にあった「有職（）」の茶巾ずしは有名で、昭和以降の著名人も触れており、なかにはこの寿司を創作した店だと言及している人もいる。同店の主張に拠れば、創業者の小原義太郎が宮家御膳所包丁人だった大正時代に伏見宮家の茶会に出すものとして考案した料理とされる。
同様の料理を指す語にふくさずし（袱紗寿司）があるが、ふくさずしは、薄焼き卵をきちんと折り畳んだなかに五目ずしを詰める料理、茶巾ずしは薄焼き卵に包んだ後、四隅を上でまとめ、さらにはかんぴょう、ミツバ、細切り昆布などで結わいて上で縛るものとされ、近年では形状が違うものとして区別される。
なお、多田鉄之助によれば本来の"茶巾ずし"はこのような寿司ではなく、ちらしずしを茶巾絞りにした形態のものだという。

## 各地の寿司
各地で食べられる寿司には様々な種類があり、他所ではあまり見られないものも多い。

### 箱寿司（大阪寿司）
1728年刊の『料理網目調味抄』には、「箱寿司に酢を注ぐ」と記載されているように、現在の江戸前寿司の原型となったものがこの大阪の箱寿司である。木型に寿司を詰めるのが特徴で、種には生ものを使わず、酢締めの鯖、昆布締めの鯛、焼き穴子、茹でたエビ、玉子焼き（あるいは錦糸卵）などが用いられる。ばら寿司（五目寿司）、太巻き寿司などを含める場合もある。冷えてもうまいように昆布だしを加えて飯を炊き、寿司酢には塩と砂糖を混ぜる。
バッテラ
語源はポルトガル語の bateira（バテイラ＝小舟・ボート）から。1893年（明治26年）頃に大阪順慶町の寿司店「寿司常」がコノシロの片身を開き舟形にしたものを使った寿司を考案し、コノシロを開くと尾の方は細いので飯も片側を尖らせたその姿がボートに似ていたことからバッテラと呼ばれるようになった。その後コノシロの価格が急騰したため、価格が安定しているサバを使うようになり、現在のバッテラが完成した。現在のバッテラは酢飯に酢締めにした鯖を乗せ、さらに白板昆布（バッテラ昆布）を重ねた押し寿司である。ただし、白板昆布（バッテラ昆布）は本来、おぼろ昆布を削り出した後に残った芯の部分であり、それだけでは需要をまかないきれないため、昆布の粉を固めた「バッテラシート」が販売されている。鯖の半身を使うため完成品は細長い形となり、切り分けて食べる。酢による処理で保存性を高めつつ生臭みを押さえ、昆布が旨みと食感を加える。
巻き寿司
関西ではかつて細巻が存在せず、単に巻き寿司といえば一般的に「太巻」を指す。甘みをもたらす具として高野豆腐や椎茸の煮しめを用い、干瓢やおぼろはあまり使われない。そのため他の地方のものと比べ、ほんのりとした甘みと食べ応えがある。瀬戸内の特産である焼穴子が使用されることが多いのも特徴である。

### 伊達巻寿司
伊達巻寿司は、千葉県銚子市および大阪府などの郷土料理である。伊達巻の中に高野豆腐、椎茸、おぼろ、干瓢などとともに酢飯を巻き込んだ寿司だが、具や飯の分量は地方によって異なる。明治初期、銚子の「大久保」の職人が細工寿司として考案したとの由来がある。

### 太巻き祭り寿司
太巻き祭り寿司は九十九里地方を中心として県内全域で作られる千葉県の郷土料理である。切り口が金太郎飴のように華やかで楽しめるようになっており、イワシを追いかけて来た紀州の漁師の弁当のめはりずしをそのルーツとする説もある。

### 島寿司
島寿司は東京都の伊豆諸島および小笠原諸島、沖縄県の大東諸島にみられる郷土料理である。握り寿司の種として、島で捕れる魚を醤油漬にして使う。島で手に入りにくいワサビの代わりに唐辛子や洋がらしを使うなど、島の気候や食糧事情に合わせた製法で作られている。

### 笹巻きすし
一口大に押し固めた早ずしを笹の葉で巻いたもの。保存性を重視した古い時代の寿司の名残りで、種、酢飯ともにかなり強く酢を効かせて作られる。東京都のほか、鱒寿司で有名な富山県にも残る。

### 鮒寿司

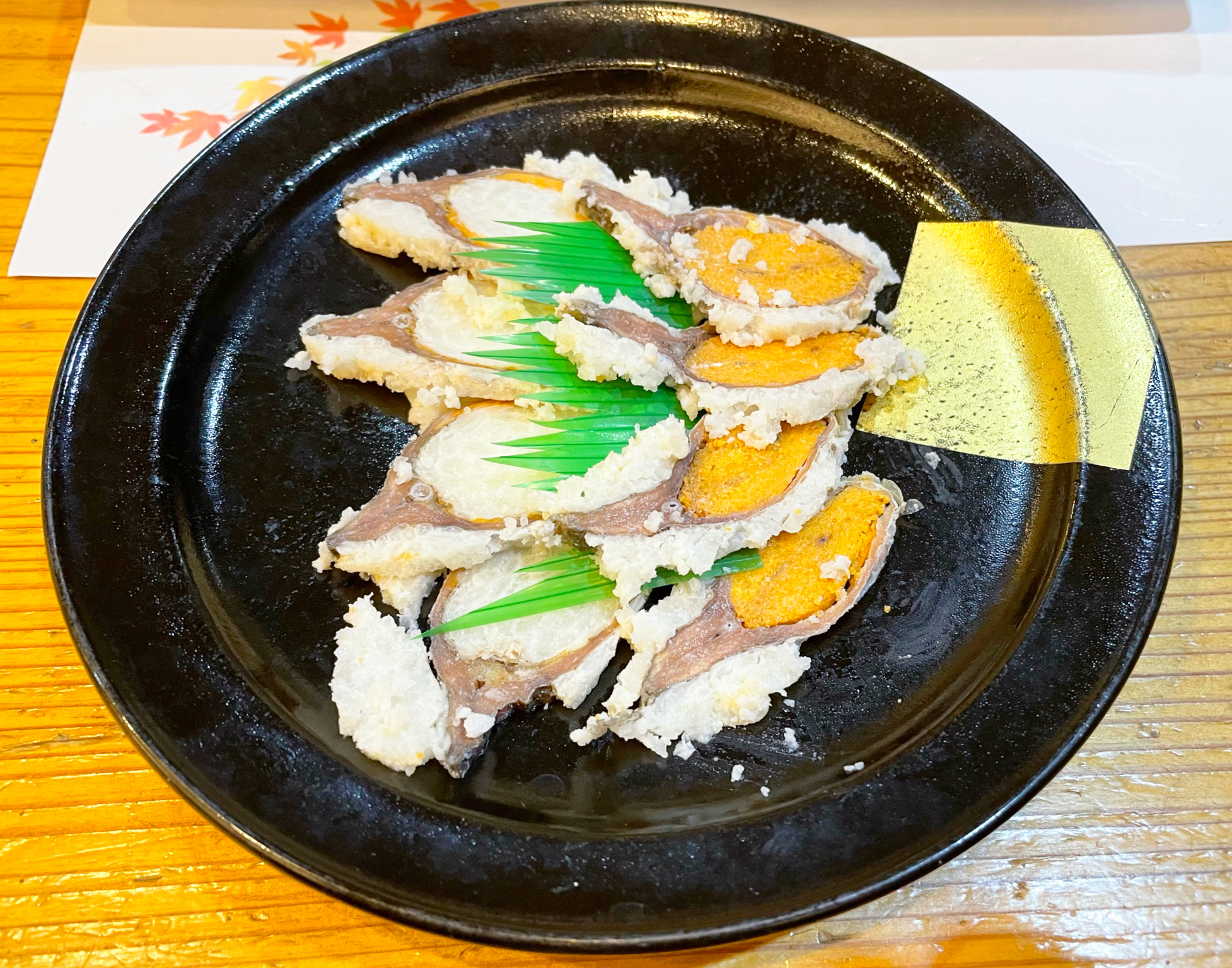
鮒寿司

フナ（特にニゴロブナ）を用いたなれずしであり、琵琶湖を擁する滋賀県の名産。古くからの製法で寿司の原型と言われる。

### 鮒寿司（長野県佐久地域）
フナの甘露煮を酢飯の上に載せた、長野県佐久地域の郷土料理（滋賀県の鮒寿司とは異なる）。

### 柿の葉寿司

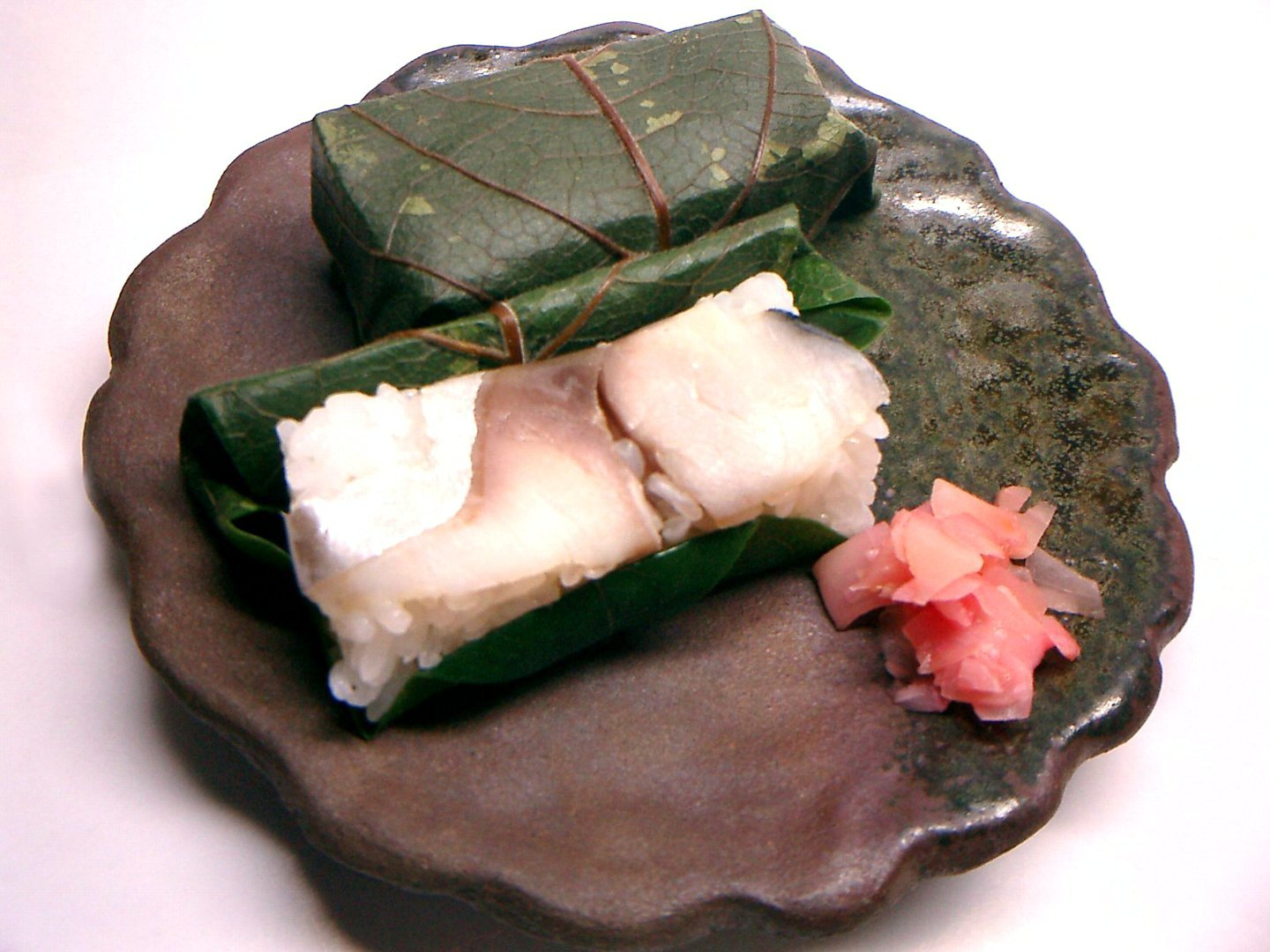
柿の葉寿司

柿の葉寿司は、柿の葉で巻いた寿司で、奈良県、和歌山県、石川県の郷土料理である。なお、奈良・和歌山県の柿の葉寿司と石川県の柿の葉寿司は作り方・形状が異なる。
奈良では、塩漬けした柿の葉を主に用いている。元来は発酵させたものが主流であったが、昨今では駅や空港などで販売されているものについては生産性を上げるために味付けした寿司飯を用いて1-2日保存して出荷しているものが多い。また、元来は塩漬けされた鯖のみを使っていたが、後に鮭、小鯛、穴子なども用いられるようになった。

### めはり寿司
めはりずしは、同じく奈良県、和歌山県（および三重県の熊野地方）の郷土料理である。魚介類は用いず、味付けした酢飯（又は白米）を高菜の浅漬けの葉で巻いた握り飯の一種である。

### 鯖寿司
鯖寿司は、若狭地方、京都や大阪、山陰地方、岡山県新見市の郷土料理である。新見市では「金棒寿司」「鯖包み」などとも呼ばれる。
長方形に固めた酢飯の上（下）に塩鯖の半身を乗せ、巻き簾や布巾で形を整えた後、出汁昆布や長昆布で全体をくるみ竹皮で包んだものである。バッテラとは異なり、型に入れる作業がない。
冷蔵技術が発達する以前に、京都の場合は鯖街道を通り若狭地方から、岡山県新見の場合は山陰から運ばれる塩干物の塩鯖が貴重な海産物であり、この鯖を利用した寿司が定着した。山陰や若狭では焼いた鯖を乗せることもあり、特に出雲地方では江戸時代から「焼さば寿司」として日常的に食されていた。最近では、漁獲量や輸送手段の問題などから全国に流通していなかった、脂質が21%以上ある「八戸前沖鯖」（通称：とろ鯖）などを使用した「とろ鯖棒寿司」など、新しい鯖寿司も考案されている。
松前寿司
松前寿司とは、鯖の棒ずしを北前船で大阪に集められた北海道産の昆布（松前昆布）で巻いたもの。元は大阪で昆布巻き寿司などと呼ばれていたものを、1912年（明治45年）に寿司店「丸万」が松前寿司と名付け登録商標として売り出したことで広がり、その後「丸万」が登録を取り下げたため一般的な名称として定着した、現代の昆布で巻くタイプの鯖寿司の源流となったといわれている。

### 生ずし
「なまずし」ではなく「きずし」と読む。鯖などの青魚や小鯛などを酢締めにしたもの。乳酸発酵を伴わない早ずしの一種であるが、米は用いられず魚のみで作られる。主に関西地方で用いられる用語であり、東日本や西日本のその他地方では「しめさば」「春子の酢締め」などと呼ばれることが多い。

### 温ずし
ぬくずし、または蒸しずしと呼ばれる、近畿以西の中国、四国、九州地方に伝わる温かいバラ寿司のこと。「ぬくい」は「温かい」の意味で、この方言が通用する地方の冬季限定メニューである。茶碗蒸しとのセットメニューで知られる長崎市の「吉宗（よっそう）」では、通年で蒸しずしを食べることが出来る。
酢飯に焼き穴子、海老、白身魚、錦糸卵、絹さや、銀杏、桜でんぶ等を色鮮やかに盛り付け、蒸籠で蒸して食べる。発祥は大阪あるいは京都とされ、明治時代からあるが、手間の掛かる割に利益が少ないためか、メニューから外された地域が多い。
大阪市、京都市、岡山市、広島県尾道市、愛媛県松山市などの寿司屋で、郷土料理として冬季（概ね12月頃から3月頃）まで食べられる。丼に盛り付けて蓋をして蒸籠で蒸す店と、一人前の蒸籠に盛り付けて蒸す店がある。

### ばら寿司
岡山県の郷土料理である。酢飯に干瓢などの具材を混ぜ合わせた上に錦糸玉子をまぶし、さらに大きめに切った多様な具材を乗せる。岡山県内でも地方によって具材は様々である。
また京都府丹後地方にもばらずしが存在する。
西日本のその他地方では、ちらし寿司のことを「ばら寿司」と呼ぶ箇所が多い。

### どどめせ
岡山県備前福岡の郷土料理。炊き込みご飯に酢を加えて調味したもので、起源は日本で酢が作られる以前の鎌倉時代にまで遡る。当時は酢酸発酵したどぶろくを用いており、早ずしの元祖ともいえる料理である。

### 田舎寿司
高知県（旧土佐国）の山間部に伝わる、野菜と山菜を主にネタとし、「土佐田舎寿司」、や「土佐寿司」とも呼ばれる。米飯に柚子酢を効かせた酢飯の上に、ネタとして筍、茗荷、コンニャク、椎茸、りゅうきゅう（ハスイモの茎の皮を剥いて塩漬けにしたもの）のほか、ズイキ、ゼンマイ、チャーテ（ハヤトウリやインドウリとも言われる瓜科の野菜）、イタドリなどの山菜、柴漬けなどの漬物を載せる。握り寿司、巻き寿司、押し寿司、姿寿司、稲荷寿司などが存在する。魚を使う場合は渓流魚や海から運んだアジ、サバ、カツオ、太刀魚（かいさまずし）、カマス（姿寿司）などが用いられる。1986年、葉山村（現・津野町）の久保川生活改善グループが、食糧庁主催の「全国おにぎり百選」に出品する際に「田舎ずし」と命名した。下ごしらえの手間がかかるため、県民でも家庭でつくるより物産市などで買うことが多くなり、観光客が予約なしで飲食店で食べることも難しい。高知県庁は2018年、「土佐寿司を盛り上げる会」を郷土料理研究家や調理師らとともに設立して作り手の後継者育成や商品化に乗り出し、冷凍食品化や、カツオなど動物性出汁を使わないヴィーガン向け田舎寿司の輸出を進めている。

### 酒寿司
酒寿司は鹿児島県の郷土料理である。塩・酒を合わせた飯と、エビ、イカ、錦糸卵などの具をすし桶に交互に数段詰め、中蓋をかぶせ、数時間重石をする。寿司と称しているが酒飯であり、饗応には注意が求められる。

## 寿司関連の作品
Category:寿司を題材とした作品も参照。

### 文学
- 小僧の神様 - 志賀直哉。寿司がマクガフィンの役割をしている。
- 鮨[82] - 岡本かの子

### ドラマ
- イキのいい奴
- スシ王子!
- すし屋のケンちゃん

### 漫画
- 江戸前鮨職人きららの仕事
- 江戸前の旬
- おすもじっ!◆司の一貫◆
- 音やん
- 将太の寿司
- すしいち!
- 満天握り月太郎
- こちら葛飾区亀有公園前派出所
  - 主人公の両津勘吉は警察官であり副業は禁止だが、「浅草一郎」名義の戸籍を入手し浅草一郎として寿司屋で働いている。

### 楽曲
- スシ食いねェ!（シブがき隊）
  - OH! SUSHI（スシ食いねェ! 英語ヴァージョン）（シブがき隊）
- SUSHI食べたい（ORANGE RANGE）
- 寿司屋 （所ジョージ）
- わかさぎ姫の命を懸けた寿司ネタ100本勝負 （IOSYS）
- Can you see ? I'm SUSHI （ピコ太郎）
- 回れトロイカ （竹内力とバンバンバザール）

### 古典芸能
- 義経千本桜（人形浄瑠璃、歌舞伎。三段目、追っ手を逃れ大和下市の鮓屋となった平維盛が「弥助」（後に寿司の符丁となる）と名乗る）

### 映画
- 二郎は鮨の夢を見る（「すきやばし次郎」の店主を追うドキュメンタリー）
- デッド寿司（殺人兵器と化した寿司が人間を襲う日本のホラー映画）

### 浪曲
- 石松三十石船（広沢虎造 (2代目)）（「寿司を食いねえ」の文句で知られる）

## 寿司関連の資格
- すしエキスパート検定

## 画像
- 舟盛り
- アナゴの一本握り
- 茶巾寿司
- 寿司の駅弁
- 寿司の食品サンプル
- 回転寿司の鉄火巻
- カリフォルニアロール
- 和牛寿司
- タイの夜市の屋台寿司（1個5バーツ）